# Малоперещепинский сельский совет
Малоперещепинский сельский совет (укр. Малоперещепинська сільська рада) — входит в состав
Новосанжарского района
Полтавской области
Украины.
Административный центр сельского совета находится в 
с. Малая Перещепина.

## История
- 1920 — дата образования.

## Населённые пункты совета
- с. Малая Перещепина
- с. Великое Болото
- с. Кустолово Первое
- с. Маньковка
- с. Пристанционное